# Verlaine
Verlaine là một đô thị của Bỉ. Đô thị này tọa lạc ở vùng Walloon, tỉnh Liege. Tại thời điểm ngày 1 tháng 1 năm, 2006 Verlaine có dân số 3.507 người. Tổng diện tích là 24,21 km² với mật độ dân số là 145 người trên mỗi km². Đô thị này gồm các làng Verlaine, Chapon-Seraing, Seraing-le-Château và Bodegnée.